# Сорокопуд японський
Сорокопуд японський (Lanius bucephalus) — вид горобцеподібних птахів родини сорокопудових (Laniidae).

## Поширення
Вид поширений в Східній Азії (північний схід Китаю, Корея, Японія, Далекий Схід Росії, південь Сахалін та Курил). Ізольована популяція населяє гірські райони на південному сході провінції Ганьсу. Японські птахи (крім з острова Хокайдо) не мігрують. З інших місць на зимівлю мігрує на південний схід Китаю. Мешкає у листяних і змішаних лісах, парках і садах.

## Опис
Невеликий птах, 19-20 см завдовжки і вагою 34-52 г. Це птахи з масивною і стрункою статурою, великою овальною та подовженою головою, міцним гачкуватим дзьобом, округлими крилами, короткими і міцними ногами і довгим квадратним хвостом.
Лоб, вершина голови і шия помаранчево-коричневі. Спина та крила попелясто-сірі з чорними маховими і білим  дзеркалом на криючих крил. Хвіст чорнуватий. З боків дзьоба починається тонка темно-сіра смужка, яка доходить до ока і продовжує далі до вуха, утворюючи лицьову маску, увінчану біло-бежевою бровою. Горло, боки шиї та центральна частина грудей та живота бежевого кольору, тоді як боки абрикосово-червонуваті. Підхвіст замість цього білий.
Дзьоб чорнуватий з рожево-сірою базальною ділянкою нижньої щелепи, ноги чорнуваті, а очі карі.

## Спосіб життя
Трапляється поодинці або парами. Свою територію ревно захищає від конкурентів. Живиться великими комахами, рідше дрібними хребетними. Сезон розмноження триває з кінця лютого до липня. Гнізда прості і чашоподібні, будується обома партнерами, розташовані між гілок дерева або колючого куща. У кладці 3-6 білуватих, рожевих або блакитних яєць, з коричнево-чорнуватими прожилками. Інкубація триває 14-16 днів. Пташенята народжуються голими та безпомічними. Стають здатними літати приблизно через два тижні після вилуплення, залишаючись біля гнізда ще пару тижнів.